# 16 janvier 1982
Le samedi 16 janvier 1982 est le 16e jour de l'année 1982.

## Naissances
- Birgitte Hjort Sørensen, actrice danoise
- Joana Ramos, judokate portugaise
- Joseph Gambles, triathlète australo-britannique professionnel
- Vanessa Boubryemm, lutteuse française
- Vincent Sohet, joueur de rugby à XV français
- Sung Yu-chi, taekwondoïste taïwanais
- Justin Reed, joueur américain de basket ball
- Tenzing Rigdol, artiste contemporain, peintre, poète népalais
- Samuel Preston, chanteur britannique

## Décès
- Harald Agersnap (né le 2 mars 1899), compositeur, chef d'orchestre, violoncelliste et pianiste danois
- Ramón J. Sender (né le 3 février 1901), écrivain, dramaturge américain
- Marcel Francisci (né le 30 novembre 1919), homme d'affaires et gangster français
- Ali Dachti (né en 1894), rationaliste iranien

## Autres événements
- Première diffusion de l'émission Champs-Élysées
- Ahmed Daksi devient Wali de Tlemcen en remplacement de Mohamed Rachid Merazi qui devient Wali d'Oran
- Khélifa Bendjedid devient Wali de Mascara en remplacement de  Mostefa Meghraoui
- Première diffusion de la comédie musicale Alice at the Palace
- Le single Golden Brown entre à la 25e place des charts britanniques
- Décret abaissant la durée légale du travail à 39 heures et octroyant une 5e semaine de congés payés
- Christian Synaeghel dispute son dernier match sous le maillot messin face au Brest FC et met fin à sa carrière en fin de saison